# Pfalz-Flugzeugwerke
Пфальц флюгцойгверке (нем. Pfalz Flugzeugwerke) — ныне несуществующая немецкая авиастроительная компания, крупный производитель самолётов для немецких вооружённых сил периода Первой мировой войны. Наиболее известна выпускавшимися в то же время истребителями, особенно D.III и D.XII. Имущество компании было конфисковано после заключения Перемирия французскими оккупационными силами и компания обанкротилась, но завод использовался другими фирмами, в том числе автомобилестроительными, вплоть до реформирования в 1997 году. Ныне это производитель авиационных комплектующих PFW Aerospace GmbH — «Pfalz Flugzeugwerke» с годовой прибылью в 339 миллионов евро (по состоянию на 2015) и 1000 сотрудников.

## История

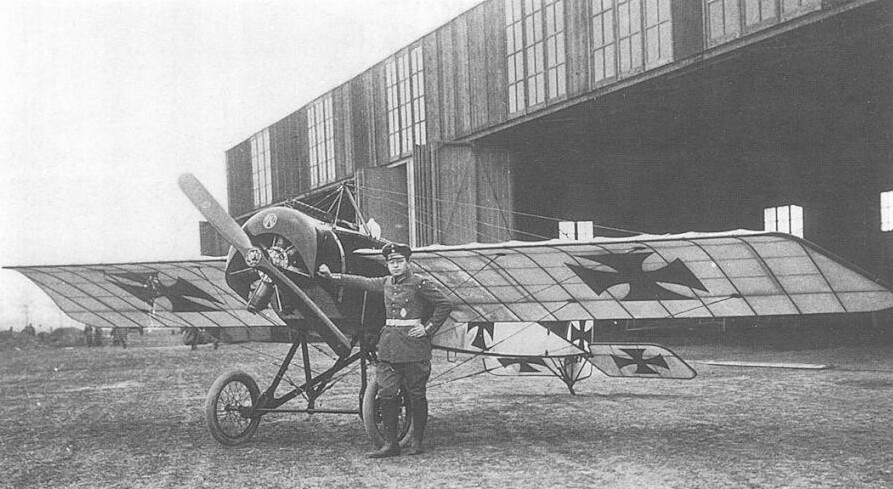
Pfalz E.I

Компания была основана 3 июня 1913 года Альфредом Эверсбушем, сыном владельца литейного завода в Нойштадт-ан-дер-Вайнштрассе. В её руководство также вошли брат учредителя Эрнст, его зять Вилли Заберски-Мюссигбродт, а также несколько инвесторов: Рихард и Ойген Кан и Август Кан (однофамильцы).
Первоначально предполагался лицензионный выпуск аэропланов конструкции фирмы Albatros, но попытки заключить с ней сделку ни к чему не привели. Несколько более удачной было сотрудничество с Gustav Otto Flugzeugwerke, разработавшей биплан с толкающим винтом. Образец был отправлен в Африку и в итоге остался там служить в качестве разведчика.
Хотя в намерения компании входило обустройство цехов при новом аэродроме в Шпайере, но поначалу ей никак не удавалось добиться выделения земли для завода. Поэтому самолёты конструкции Густава Отто были построены в Фестивальном зале Шпайера, который в то время не использовался. Лишь 6 февраля 1914 года город согласился продать компании участок в 7000 м² под будущий завода. Его строительство было завершено в июле того же года, всего за месяц до начала Первой мировой войны.

## Первая мировая война

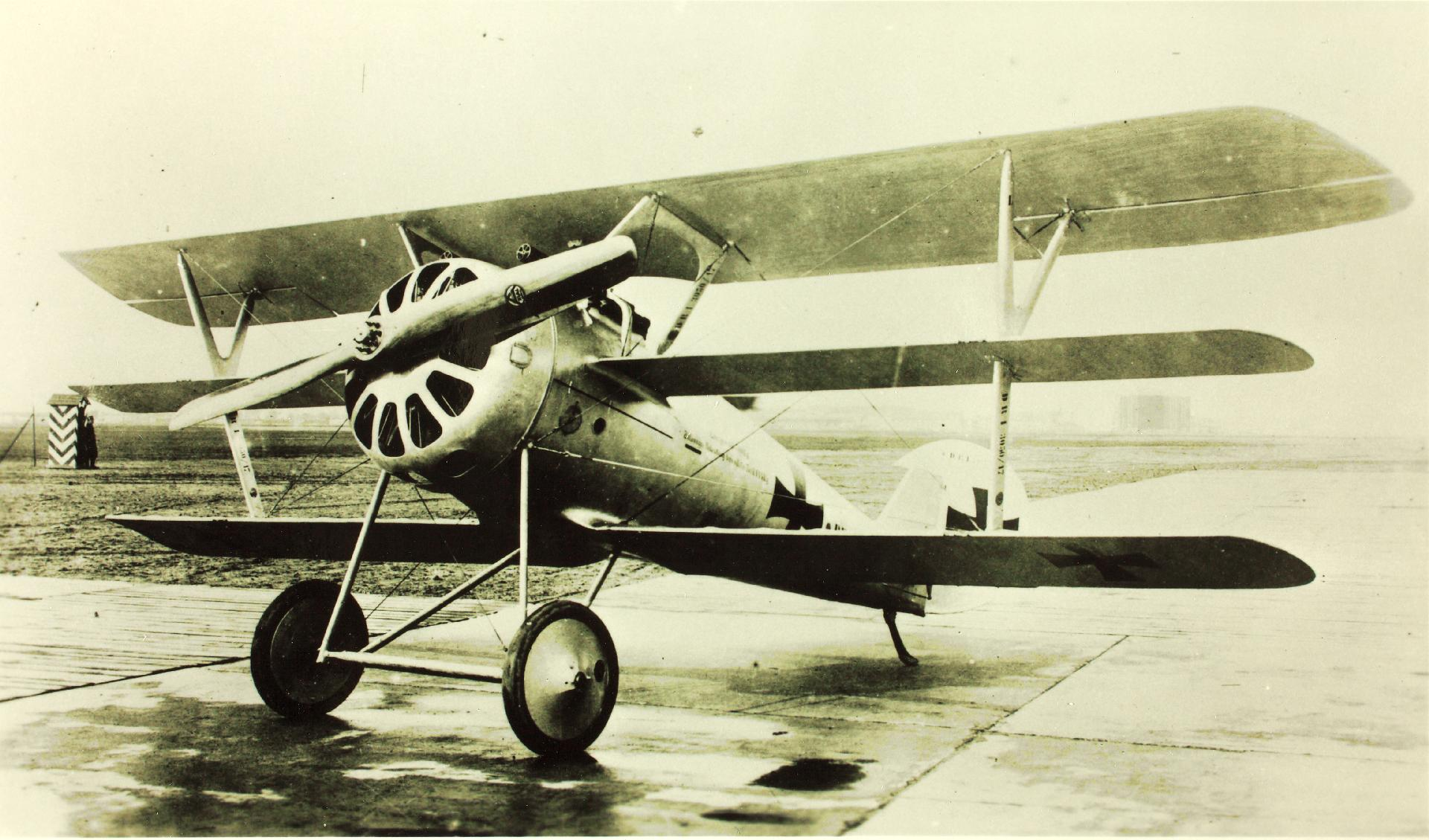
Pfalz Dr.I

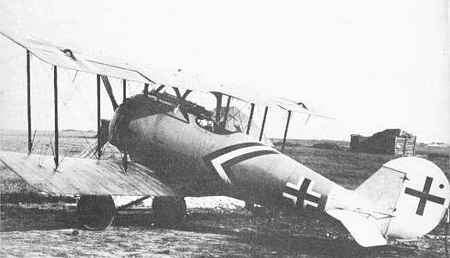
Pfalz D.VIII

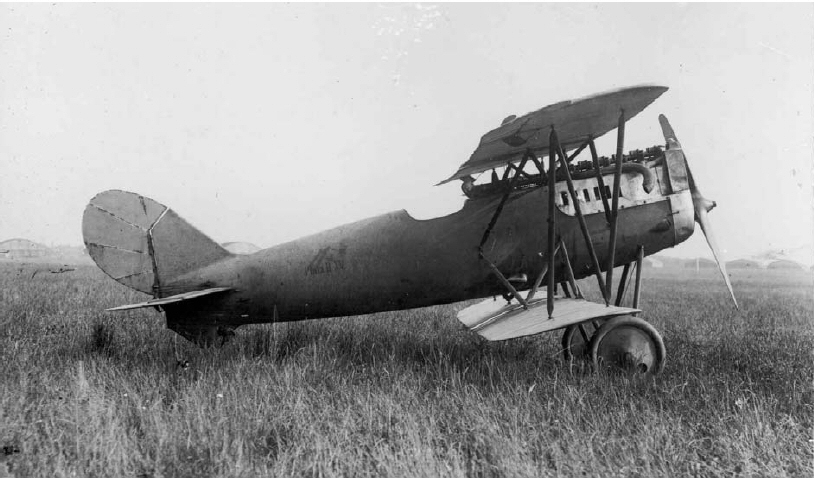
Pfalz D.XV

К началу войны компания приобрела лицензию на производство монопланов Morane-Saulnier (модели L и H) которые вскоре были приняты на вооружение Германии. Когда выявилось их техническое отставание от образцов техники противника, принимавшей участие в воздушных боях на Западном фронте, Пфальц переключился на выпуск самолётов LFG Roland D.I и D.II. D.II выпускался в некоторое время в конце 1916 года, и к этому моменту он также считался устаревшим.
Следующей моделью стал Pfalz D.III, основанный на разработанной фирмой Roland технологии Wickelrumpf («обернутый фюзеляж»: фюзеляж типа монокок покрывался перекрёстной укладкой шпона, что обеспечивало более обтекаемую форму и высокую прочность). Оснащённый 160-сильным двигателем Mercedes D.III, этот истребитель поступил на вооружение в августе 1917 года, но по многим параметрам не дотягивал до современных ему конструкций, таких как Albatros D.V; однако, и ему нашлось применение — борьба с аэростатами, в которой его высокая скорость пикирования была главным преимуществом. Около 600 самолётов модели D.III и его модификации D.IIIa были построены за год.
Установка на D.III ротативного двигателя Siemens-Halske Sh.III привела к созданию самолёта Pfalz D.VIII, отличавшегося большой скоростью набора высоты (сходная была у другого истребителя также с мотором Sh. III, Siemens-Schuckert D.IV). Sh. III оказался довольно ненадёжным из-за использования в нём заменителей моторного масла, и поэтому была построена лишь небольшая партия D.VIII.
D.VIII был также переделан в триплан. В январе 1918 года Pfalz Dr.I участвовал в первом конкурсе истребителей в Адлерсхофе. Как и D.VIII, он был оснащён двигателем Sh. III, и поэтому полностью превзошёл своих конкурентов, на которых стоял Oberursel UR.II. Тем не менее, победителем соревнований стал Fokker Dr.I, что и неудивительно, поскольку это был единственный заявленный для участия самолет, который с самого начала проектировался как триплан, а не как переделка биплана. Было построено около десятка Dr. I, которые использовались в течение некоторого времени до конца войны.
Последней моделью, выпускавшейся крупной серией был Pfalz D.XII, развитие D.III, на котором было установлены крылья, конструктивно схожие с установленными на французских истребителях SPAD, разработанных Луи Бешеро. Этот самолёт участвовал во втором конкурсе истребителей в июне 1918 года, где его соперниками были знаменитый моноплан Fokker E.V и другие самолёты.
Несмотря на внешнее сходство с Fokker D.VII и аналогичные характеристики, имелось мнение, что у D.XII хуже управляемость и на нём труднее выполнять посадку. Тем не менее, поступил заказ на выпуск D.XII, и до Перемирия было произведено около 800 экземпляров этого самолёта. Многие из них пережили войну и были захвачены войсками Союзников. Некоторые из этих самолётов применялись при съёмках различных фильмов, в частности Ангелы ада и Рассветный патруль (оба — 1930 год).
Модификация D.XII, D.XIV, не выпускалась серийно. Последний самолёт компании Pfalz, D.XV, участвовал в Третьем конкурсе истребителей, организованном Idflieg и выпускался незадолго до конца войны, но в боевых действиях не участвовал. Только за октябрь 1918 года с завода ушло 157 новых машин.
Всего за время войны вооружённым силам было поставлено около 2500 самолетов, на заводе к концу войны числилось 2600 работников.

## Межвоенный период
По итогам войны завод компании оказался на оккупированной французскими войсками территории, немалая часть его имущества была реквизирована. Однако, уже 4 июня 1919 года компания была воссоздана под названием A.G. Pfalz, основными направлениями деятельности которой в Уставе были указаны «судостроение, производство, а также покупка и продажа промышленных товаров». Эта компания в конечном итоге обанкротилась во время Великой депрессии в 1932 году.

## Вторая мировая война
1 октября 1937 года на предприятиях компании (на этот раз именовавшейся Saarpfalz Flugwerke) вновь начались работы в области авиастроения, теперь на них ремонтировались самолёты и выпускались комплектующие для Fw 58, He 45, He 46, He 51 и He 111, Ju 52, и Ju 88.
Аэродром Шпайер на тот момент не работал, поэтому отремонтированные самолеты требовалось доставлять в Мангейм-Нойостхайм, но за год усилиями городских властей аэродром был восстановлен и вновь открылся в 1938 году.
Новая компания быстро росла, к концу 1937 года насчитывалось 200 сотрудников, к началу Второй мировой войны — 500, а к её окончанию — 1500. Работы были прекращены в марте 1945 года из-за подхода американских и французских войск.

## Эрнст Хейнкель, VFW и MBB

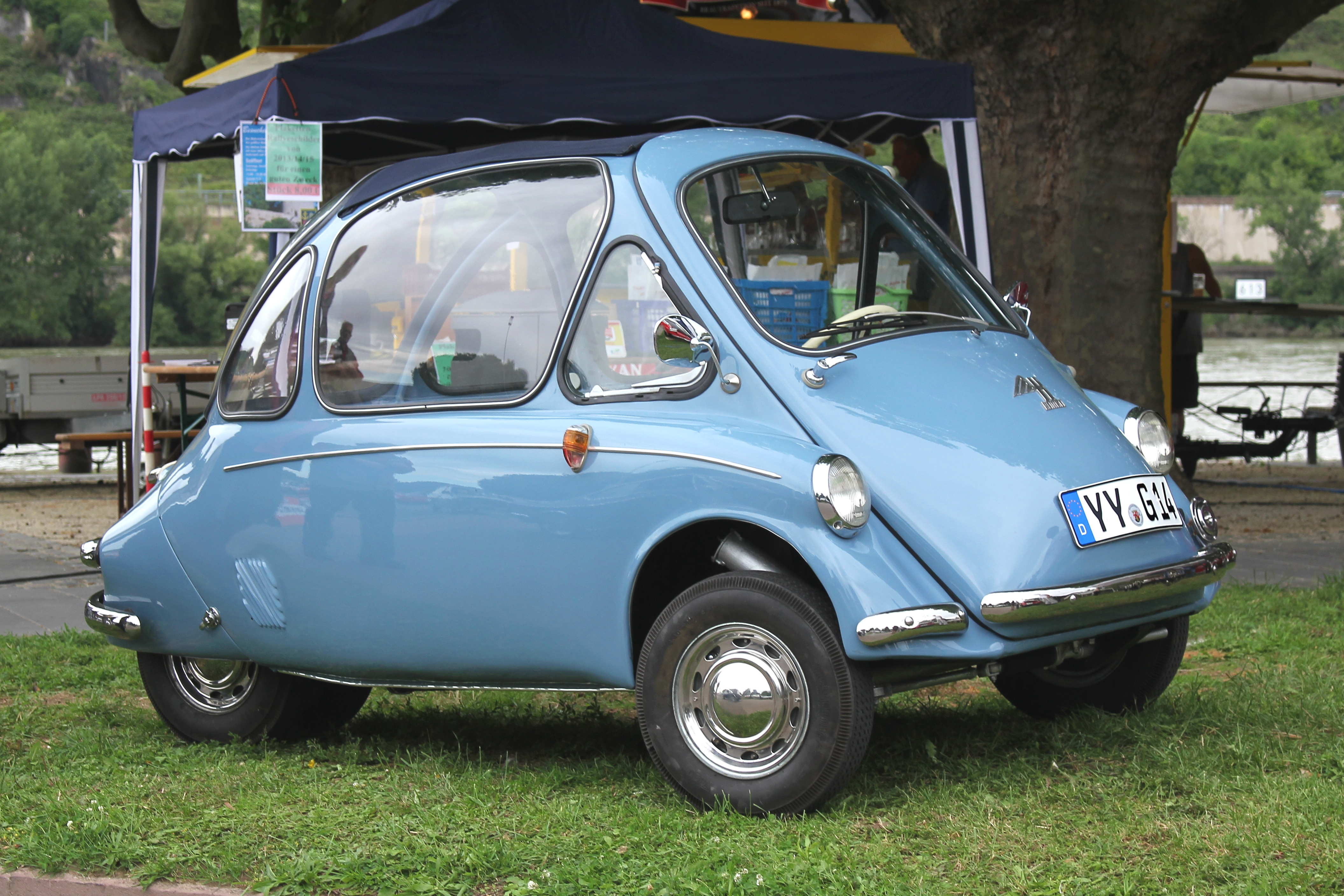
Heinkel Kabine

В 1955 году Эрнст Хейнкель представил свой знаменитый автомобиль Heinkel Kabine, а в феврале 1956 года получил сертификат годности на него. Вскоре он приобрёл заводы в Шпайере, поскольку мощностей головного предприятия в Карлсруэ было недостаточно. Наличие поблизости аэродрома, позволяет предполагать, что им, возможно, также планировался выпуск самолётов.
В течение следующих пяти лет на заводах в Шпайере было произведено 3800 автомобилей (50 штук в день). Однако смерть Хейнкеля в 1958 году положила конец любым планам по производству самолётов, а в 1961 году две сборочные линии были проданы в Ирландию и Аргентину.
В 1964 году остатки компаний Heinkel, Focke-Wulf и Weser Flugzeugbau объединились и образовали фирму VFW (некоторое время также «VFW-Fokker»). В этот период заводы Шпайер были задействованы в производстве грузового самолёта Transall C-160, всего их было построено 169 штук. Также на заводе выпускались детали для вертолётов UH-1 Iroquois и CH-53 Sea Stallion, производимых по лицензии компанией VFW, выполнялись некоторые иные работы для различных авиационных компаний, в частности, для Messerschmitt-Bölkow-Blohm (MBB), Dornier, и производителя двигателей MTU (MTU München).
В 1983 году MBB купила заводы в Шпайере и превратила их в центр по ремонту вертолётов. Позже MBB столкнулась с финансовыми трудностями и в 1989 году объединилась с Deutsche Aerospace.

## Реформы на предприятии
1 января 1997 года завод в Шпайере был передан оставшимся 523 сотрудникам и снова переименован в Pfalz Flugzeugwerke. Управляющими были поставлены 3 менеджера из компании DASA На заводе сейчас продолжается техническое обслуживание вертолётов. Кроме того, компания стала поставщиком систем загрузки грузов, вентиляции, а также дополнительных топливных баков и обтекателей.
Спустя год (22 января 1998 г.) газета Mannheimer Morgen сообщала о «фантастическом моральном духе среди сотрудников PFW». В то время в компании работало 617 сотрудников, был достигнут запланированный оборот в 125 миллионов марок. В 2001 году для приобретения дополнительного капитала было принято решение продать акции фонду Safeguard International Fund. Этот шаг позволил быстро выйти на международный рынок.
В настоящее время компания PFW Aerospace — Pfalz Flugzeugwerke продолжает работы. Она производит детали для больших коммерческие самолётов, такие как различные модификации Airbus, начиная с A318 и до A380 и Boeing 787; военных A310 MRTT, Eurofighter Typhoon, Panavia Tornado, Airbus A400M и т. д., а также на региональных самолётов и бизнес-джетов, таким как Bombardier CL300, Embraer 170 или Gulfstream G550. Компания также участвует в разработке компонентов для двигателей, например Trent 700 и 800, IAE V2500, BR 710, Tay 611, RB 199, Adour и EJ 200.

## Продукция компании
Большинство самолётов, выпускавшихся компанией Pfalz во время Первой мировой войны были одноместными истребителями бипланной схемы
- A.I — разведчик Morane-Saulnier L (лицензионный выпуск)
- A.II — разведчик Morane-Saulnier L
- C.I — Rumpler C.IV
- E.I — моноплан Morane-Saulnier H
- E.II — Morane-Saulnier H
- E.III — моноплан Morane-Saulnier L
- E.IV — Morane-Saulnier H
- E.V — Morane-Saulnier H
- E.VI — Morane-Saulnier H
- Dr-Typ
- Dr.I — триплан
- Dr.II — триплан
- D.I — LFG Roland D.I
- D.II — LFG Roland D.II
- D.4
- D.III (около 1050 штук)
- D.IV
- D.VI
- D.VII
- D.VIII
- D.XI
- D.XII (около 800 штук)
- D.XIII
- D.XIV
- D.XV